# 梁智仁
梁智仁，大紫荊勳賢，GBS，OBE，JP（1942年7月10日—），祖籍广东南海，中國科學院院士，香港著名骨科醫生、科學家及教育家。醫院管理局前主席、香港都会大學前校長及世界矯形及創傷外科協會前主席。

## 簡歷
梁智仁出身自医学世家，中學就讀於聖若瑟書院。1965年在畢業於香港大學醫學院，并留校工作，1981年升任教授及骨科學系主任，並掌管瑪麗醫院矯形及創傷外科（骨科）。1985年至1990年間任香港大學醫學院院長，1992年至1999年間擔任政府助學金聯合委員會主席，1993年至1999年間任醫學院深造教育及培訓學院總監一職。於1999年至2003年間擔任香港學術評審局主席。
1993年獲奉委為太平紳士，2001年當選中華人民共和國中國科學院院士，2003年12月17日出任香港公開大學校長，接替任滿退休的譚尚渭教授。2004年至2006年間曾任圖書館委員會主席，現任青山醫院管治委員會主席，同時也是美國高等教育評審局國際委員會及高等教育質素保證組織國際網絡成員。最近並獲委任為公共圖書館諮詢委員會主席、香港醫務委員會執照組主席、廉政公署審查貪污舉報諮詢委員會及保護證人覆核委員會小組委員、統計諮詢委員會委員。

## 家庭
梁智仁父亲梁金龄是30年代名医於香港仔避風塘行醫，而其兄梁智鸿为前香港立法局議員兼前香港医院管理局主席，其祖宗是「雞腳駁鴨腳」的清代著名中醫梁財信。梁智仁的太太是著名烹飪家梁許安璞。

## 荣誉
- 銀紫荊星章（2009年）
- 2011年星島新聞集團颁发的教育/科研组别傑出領袖
- 香港大學名譽科學博士（2011年）
- 香港公開大學榮譽博士（2014年）
- 香港演藝學院榮譽博士（2015年）
- 金紫荊星章（2019年）
- 大紫荊勳章（2025年）